# One Tree Hill (Lied)
One Tree Hill ist ein Musikstück der irischen Rockband U2, das 1987 auf dem Album The Joshua Tree und im März 1988 als Singleauskopplung in Australien und Neuseeland erschien, wo es Platz eins der Charts erreichte.
One Tree Hill thematisiert die Trauer um Greg Carroll, der 1986 bei einem Motorradunfall in Dublin starb. Carroll war mit Bono befreundet und von 1984 bis 1986 Roadie der Band. Der Song nimmt Bezug auf den erloschenen Vulkan One Tree Hill  in Auckland, Neuseeland, der heute offiziell Maungakiekie / One Tree Hill genannt wird und erinnert an den chilenischen Dichter Víctor Jara, der bei dem Militärputsch von 1973 umgebracht wurde.

## Hintergrund

### One Tree Hill

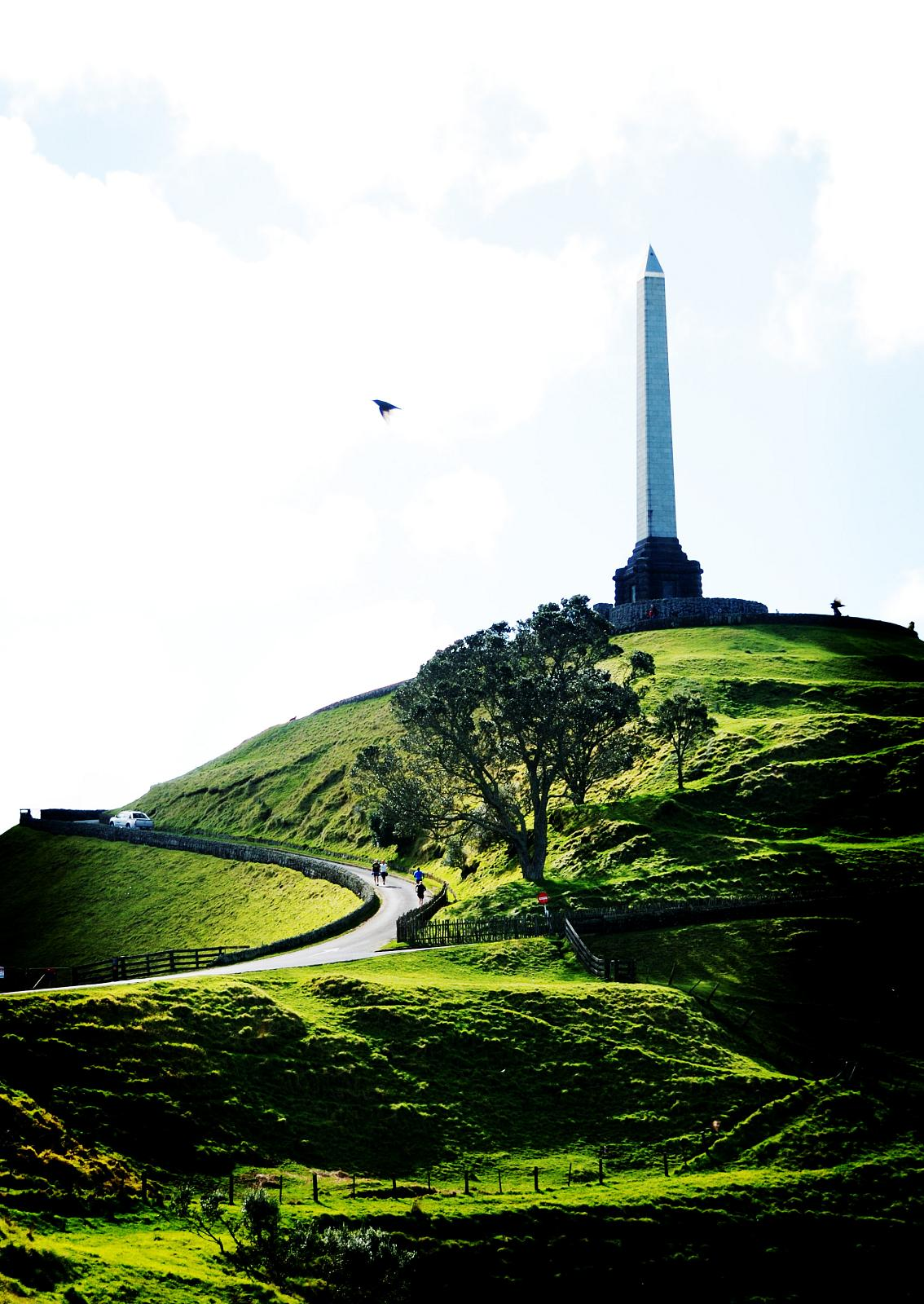
One Tree Hill (2008)
Der Baum musste im Jahr 2000 entfernt werden.

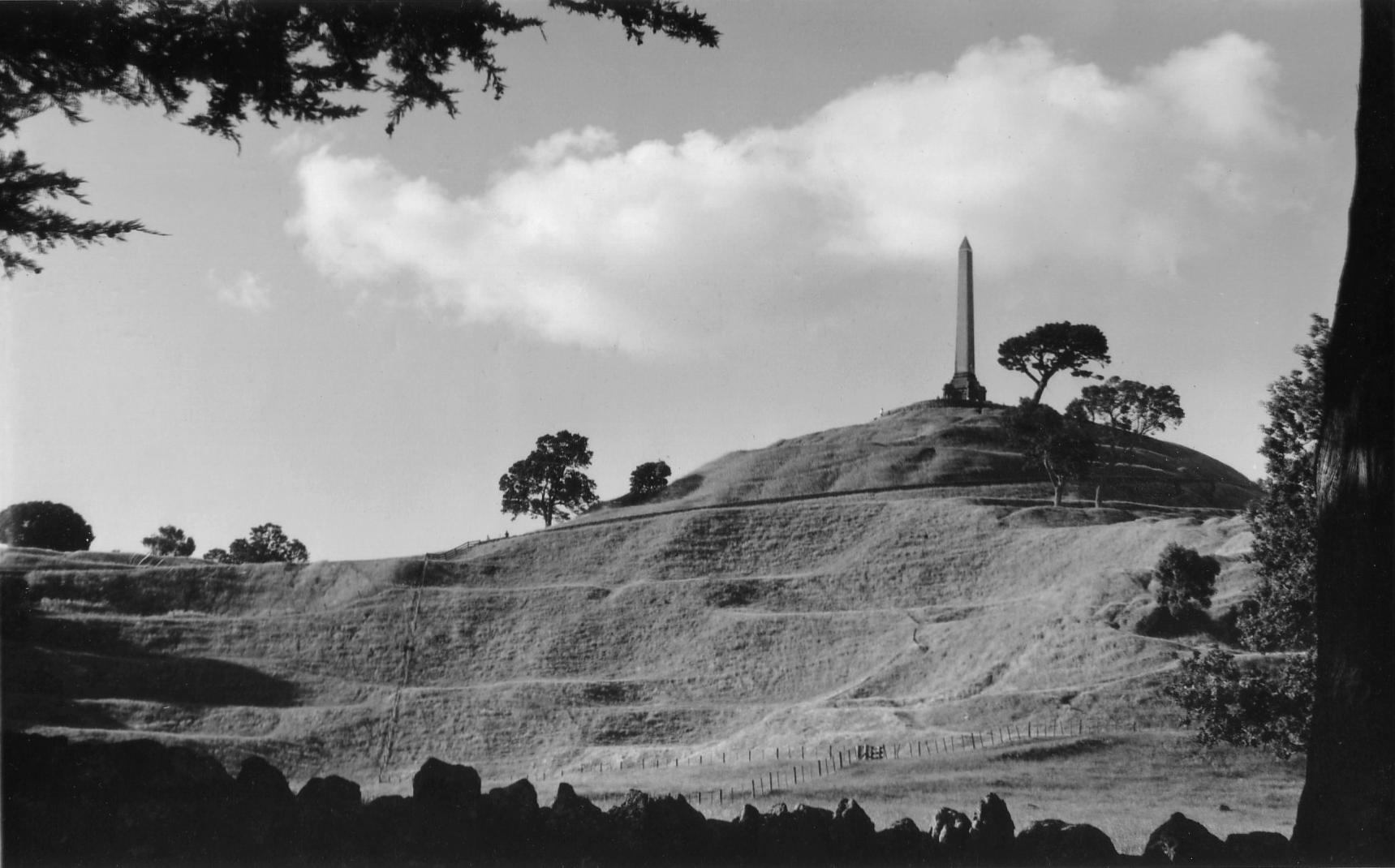
One Tree Hill mit dem noch stehenden Baum in den 90er-Jahren

U2 kamen bei der Eröffnung der „The Unforgettable Fire“-Tour 1984 erstmals auch nach Australien und Neuseeland. Nach einem 24-Stunden-Flug nach Auckland hatte Bono Schwierigkeiten mit dem Jetlag. In der Nacht verließ er daher das Hotelzimmer und kam mit einigen Leuten an der Bar ins Gespräch, die ihm dann die Stadt zeigten. Einer der Orte, die sie zusammen aufsuchten, war der One Tree Hill, einer der größten erloschenen Vulkane Aucklands. „Sie nahmen mich mit hoch zu einem Ort der ‚One Tree Hill‘ heißt, wo ein einzelner Baum auf der Spitze des Hügels steht, so wie in einem starken Japanischen Bild, und wir schauten runter auf diese Stadt, die aus Vulkankratern gemacht ist. Ich erinnere mich daran so lebhaft, weil es etwas aussagte über meine Freiheit.“

### Greg Carroll
Als U2 am nächsten Tag das Konzert vorbereiteten, wurde Bono auf einen örtlichen Roady aufmerksam, ein Māori namens Greg Carroll, den er als „sehr hilfsbereiten Typen“ beschrieb. Manager Paul McGuinness engagierte Carroll für den Rest der Tour. Man half ihm, einen Pass zu bekommen, und er wurde Assistent der Band in Australien und den USA. Es entstand eine enge Freundschaft zu Bono und dessen Frau Ali Hewson. Nach der Tour arbeitete Greg Carroll für U2 in Dublin.
Am 3. Juli 1986, kurz vor dem Beginn der Aufnahmen für „The Joshua Tree“, wurde Carroll bei einem Motorradunfall getötet. Das Ereignis schockierte die ganze Band. Larry Mullen, Jr.: „Sein Tod bewegte uns wirklich; es war das erste Mal, dass jemand aus unserem Arbeitsumfeld starb.“ The Edge: „Greg war ein Teil der Familie, dabei war er so weit weg von zu Hause, um mit uns zu arbeiten.“ Bassist Adam Clayton: „Das war ein Moment des Innehaltens. Wir wurden uns bewusst, dass es wichtigere Dinge als Rock’n Roll gibt. Es gibt deine Familie, deine Freunde, und es gibt die anderen Mitglieder der Band – man verbringt so viel Zeit miteinander.“ Bono: „Es war ein heftiger Schlag. […] Es brachte Ernst in die Aufnahme von The Joshua Tree. Wir mussten das Loch in unserem Herzen wieder füllen, mit etwas sehr sehr Großem. Wir liebten ihn sehr.“
Begleitet von Bono, Ali Hewson, Mullen und anderen aus dem Umfeld von U2, wurde Caroll nach Neuseeland überführt und in der traditionellen Weise der Maori in Kai-iwi Marae begraben. Bono sang „Let It Be“ und „Knockin’ on Heaven’s Door“ für ihn.

### Victor Jara

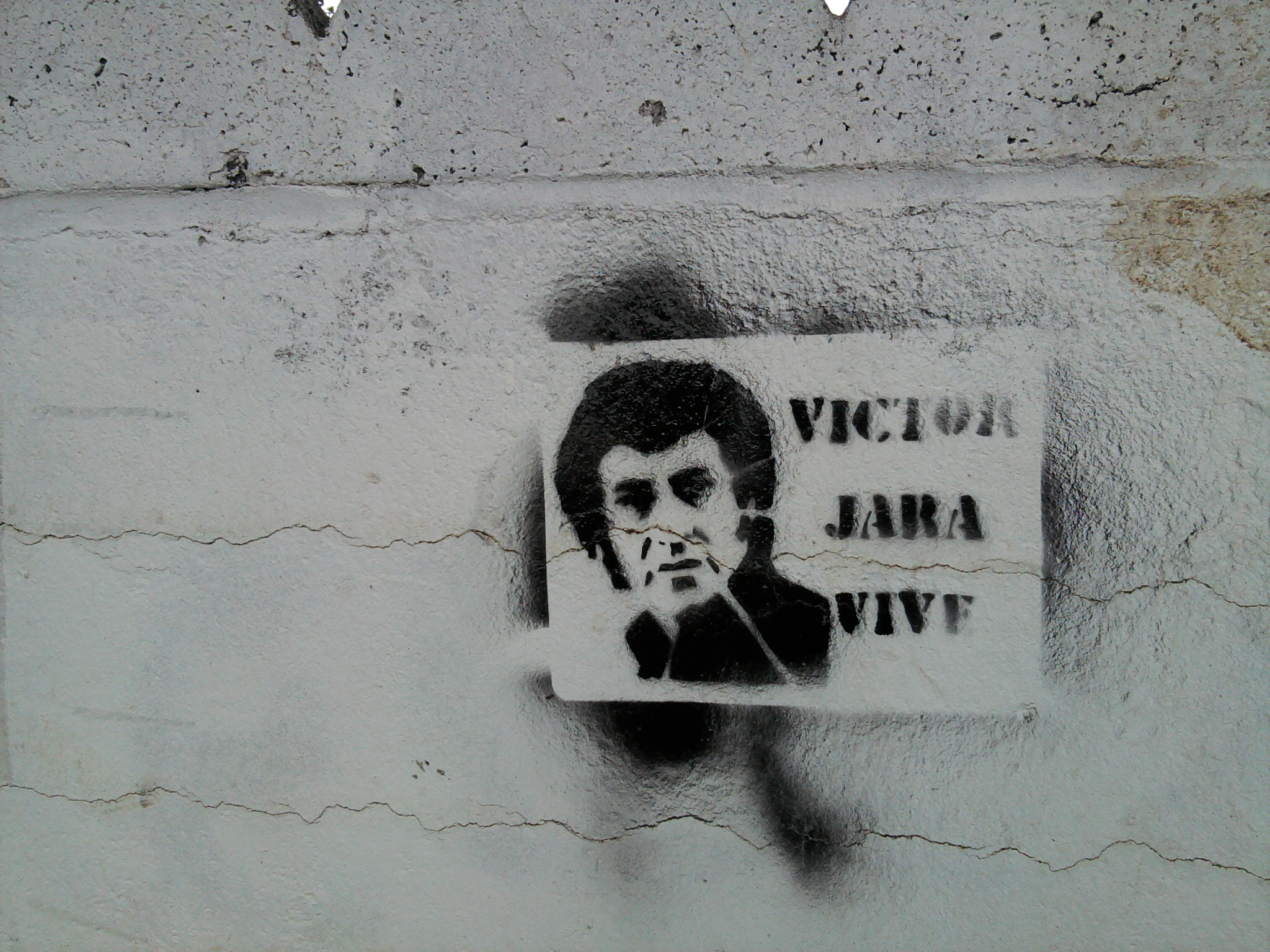
„Victor Jara lebt“; Hauswand in Chile

One Tree Hill enthält die Textzeilen
“And in the world, a heart of darkness, a fire-zone
Where poets speak their heart then bleed for it
Jara sang, his song a weapon in the hands of love
 You know his blood still cries from the ground”
und nimmt damit Bezug auf den chilenischen Folksänger und politischen Aktivisten Victor Jara und dessen gewaltsamen Tod während des Chilenischen Militärputsches 1973.
Bono erfuhr von Jara, als er während der „A Conspiracy of Hope“-Tour von Amnesty International René Castro begegnete, einem chilenischen Künstler der Wandmalerei. Auch Castro wurde während der chilenischen Militärdiktatur gefoltert und zwei Jahre lang gefangen gehalten, weil er mit seiner Kunst das Pinochet-Regime kritisierte. Als Bono eine Druckgrafik von Martin Luther King, Jr. erwerben wollte, bemerkte er einen ebensolchen Druck von Victor Jara. Er erfuhr mehr über diesen durch die Lektüre von Víctor jara, un canto truncado, geschrieben von Jaras Witwe Joan Turner.
Für Adam Clayton gehört One Tree Hill zusammen mit Bullet the Blue Sky and Mothers of the Disappeared zu einer Trilogie von Stücken auf dem Album, welche die Verstrickung der USA in Chile anprangern.

## Entstehung und Aufnahme
Kurz nachdem Bono von Greg Carrolls Beerdigung nach Dublin zurückgekehrt war, schrieb er einen Liedtext über das Begräbnis, den er One Tree Hill betitelte, nach dem Hügel, den er 1984 in Auckland besucht hatte. Die Musik wurde in einer der frühen Aufnahmesessions für The Joshua Tree entwickelt. The Edge: „Wir jammten mit Brian Eno. Er spielte Keyboards […] Wir kamen in diese Stimmung und es entwickelte sich etwas. Große Gefühle […] Der Klang war für mich in der Zeit sehr kunstvoll. Ich hätte bis dahin normalerweise so einen Klang nicht verwendet, aber es fühlte sich einfach richtig an, und ich ließ mich darauf ein.“
Dick, Paul und Adele Armin (Toronto, Kanada) steuerten Streicherparts bei. Sie benutzten dazu besondere elektro-akustische Streichinstrumente, die sie Raads nannten. „U2 wollten gerne Streicher, aber nicht auf die übliche, süßliche Weise. Sie wollten keinen 19. Jahrhundert-Klang.“ (D. Armin)
An dem Stück wurde von Juli 1986 bis Januar 1987 in den Windmill Lane Studios in Dublin gearbeitet. Toningenieur war Mark Ellis, genannt Flood, für den The Joshua Tree der berufliche Durchbruch wurde, assistiert von Pat McCarthy. Gemischt wurde One Tree Hill von Dave Meegan. Produzenten waren Brian Eno und Daniel Lanois.
One Tree Hill ist, wie die LP The Joshua Tree, Greg Carrolls Andenken gewidmet. Bono nahm seinen Gesangspart in einem einzigen Take auf, da er nicht glaubte, ihn ein zweites Mal singen zu können.

## Veröffentlichungen
One Tree Hill erschien 1987 auf The Joshua Tree, dem fünften Studioalbum von U2, und erreichte mit ihm in Deutschland und vielen anderen Ländern Platz 1 der Album-Charts. Es wurde in Neuseeland und Australien als fünfte Singleauskopplung des Albums veröffentlicht (März 1988) und erschien dort auf 7″-Vinyl und auf Cassette; es erreichte Platz 1 der neuseeländischen Charts. Das Cover wurde von Steve Averill gestaltet, mit einer Fotografie von Anton Corbijn. Die Single enthielt des Weiteren die Stücke Bullet the Blue Sky und Running to Stand Still.
1998 erschien One Tree Hill als Bonus-Track auf der japanischen Version der Best-of-CD The Best of 1980–1990, sowie in einer Live-Version auf dem entsprechenden VHS-Video. Eine weitere Version des Stücks war auf dem online veröffentlichten Livealbum Live from the Point Depot (2004) zu hören.
Die ursprüngliche CD-Pressung von The Joshua Tree indizierte fälschlicherweise das Ende von One Tree Hill auf 4′43″ und den Anfang von Exit auf 4′53″. Ursache war die abschließende, ruhigere Strophe von One Tree Hill („Oh, great ocean …“), welche dem verstummenden und scheinbar endenden Lied angehängt ist. Die Strophe wurde lange dem Lied Exit zugerechnet, obwohl ihr Charakter in starkem Widerspruch zu dessen Klang und Aussage steht. Der Fehler wurde in neueren Editionen korrigiert.

## Live-Aufführungen
U2 spielten One Tree Hill auf der „Joshua Tree“-Tour 1987 zunächst nicht, da Bono sich vor zu starken Gefühlsausbrüchen fürchtete: „Wir haben One Tree Hill bisher nicht live gespielt, und ich kann das auch nicht. Ich habe mir den Song bisher nicht mehr angehört. Ich habe mich ganz von ihm abgetrennt.“

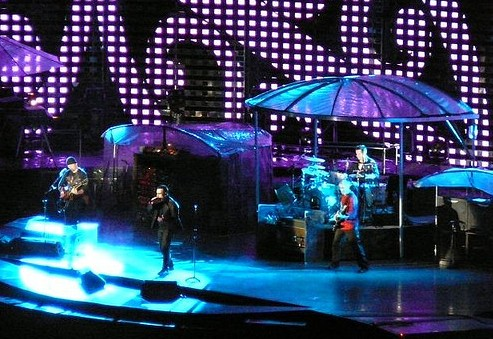
U2 spielen „One Tree Hill“ in Auckland (2006).

Zum ersten Mal live gespielt wurde es am 10. September 1987 im Nassau Coliseum zu Beginn des dritten Abschnitts der „Joshua Tree“-Tour, und vom Publikum enthusiastisch aufgenommen. Ab da wurde es auf der Tour gelegentlich gespielt, ebenso auf der „Lovetown“-Tour (1989 bis 1990), später nur noch selten, vor allem bei Auftritten in Neuseeland.
Auf der U2 360° Tour wurde es, wenn es gespielt wurde, den Minenarbeitern gewidmet, die bei dem Pike River Mine Disaster in der Nähe von Greymouth, Neuseeland, zu Tode kamen. Die Namen der Getöteten wurden während des Stückes auf der Leinwand eingeblendet.
Am 25. März 2011 spielte die Gruppe das Stück im Duett mit Francisca Valenzuela in Santiago de Chile und widmete es Victor Jara.
The Edge (2009): „Das Stück ist für spezielle Gelegenheiten, etwa für Auftritte in Neuseeland.“ Bono (2009): „Das ist ein besonderer Song, der eine Menge starker Gefühle in sich trägt. Ich weiß nicht, ob wir zu ängstlich sind – wir sollten es öfter spielen.“ Paul Mc Guinness äußerte, dass U2 es immer schon schwierig fanden, das Stück zu spielen.
Im Rahmen der "THE JOSHUA TREE" Tour 2017 spielte U2 das Stück, wie auch das gesamte Album.

## Kritikermeinungen
One Tree Hill wurde von den Kritikern positiv aufgenommen. Niall Stokes von Hot Press bezeichnete es als eines der besten Stücke von U2. Bill Graham beschrieb das Gitarrenspiel von The Edge als eine „locker verbundene Melodie mit Afrikanischem und auch Hawaiianischem Klangbild“. Steve Morse vom The Boston Globe verglich Bonos Gesang zum Ende des Liedes mit der Leidenschaft von Otis Redding. Colm O’Hare von Hot Press nannte es 2007 den „wahrscheinlich ergreifendsten und emotional aufgeladensten Song“ von U2.